# Karl-Heinz Lambertz
Karl-Heinz Lambertz (Amel, 4 giugno 1952) è un politico belga, presidente del Parlamento della Comunità germanofona del Belgio dal 2013 al 2014 e ministro presidente della Comunità germanofona del Belgio dal 1999 al 2014.

## Biografia
Dal 2016 è membro del Senato belga in rappresentanza della comunità germanofona, mentre nel 2017 è stato eletto presidente del Comitato europeo delle regioni dopo esserne stato per due mandati e mezzo vicepresidente.
Già da giovane ricoprì, poco più che ventenne, la carica di Presidente del Consiglio dei giovani germanofoni (dal 1975 al 1980), diventando poi membro del Parlamento federale del Belgio per la comunità germanofona nel 1981. Dal 2000 è membro del Congresso dei poteri locali e regionali, del quale è poi diventato vicepresidente. Il 26 maggio 2014 il re Filippo del Belgio gli ha conferito tramite regio decreto-legge l'onorificenza di Cavaliere di Gran Croce dell'Ordine della Corona.